# Frederick Sanger
Frederick Sanger (Rendcomb, 13. kolovoza 1918. — Cambridge, 19. studenoga 2013.) je britanski biokemičar, dobitnik dviju Nobelovih nagrada za kemiju. Jedan je od četiri znanstvenika koji su dobili dvije Nobelove nagrade i jedini koji je dobio dvije nagrade za kemiju. Prvu Nobelovu nagradu dobiva 1958. "za rad na strukturi bjelančevina, posebice inzulina", a drugi 1980. godine, zajedno s Walterom Gilbertom i Paulom Bergom " za doprinos u određivanju sekvencija nukleinskih kiselina".

## Životopis
Frederick Sanger je rođen 13. kolovoza 1918. u Rendcombu, selu u pokrajini Glochestershire u Engleskoj. Njegov je otac Frederick Sanger senior po zanimanju bio obiteljski liječnik.
1936. upisuje prirodne znanosti na St John's College, na Sveučilištu Cambridge, istom sveučilištu kojeg je pohađao njegov otac. U drugom dijelu fakultetskih studija opredjeljuje se za biokemiju i diplomira u prosincu 1940.
Već nekoliko mjeseci prije diplome Sanger se sprema za studij doktorata (Ph.D.) s mentorom Normanom W. "Bill" Pirie, no ubrzo mijenja mentora, nakon što isti napušta radno mjesto. Novi mentor Albert Neuberger usmjeruje njegov interes na proučavanje metabolizma aminokiselina. Frederick Sanger doktorira 1943. godine na temu metabolizma aminokiseline lizina.

### Brak i obitelj
Sanger se vjenčao s Margaret Joan Howe 1940. godine. Imaju troje djece: Robina, rođenog 1943., Peter 1946. i Sally Joan rođena 1960. godine.

## Istraživački rad
Sanger je utvrdio potpunu sekvenciju aminokiselina u inzulinu 1955., dokazavši tako da bjelančevine imaju određenu, a ne nasumičnu strukturu. Determiniranje niza aminokiselina u inzulinu počeo je kidajući peptidni lanac inzulina djelovanjem enzima tripsina. Tripsin kida peptidne veze između dviju određenih aminokiselina lizina i arginina. Na dobivenu smjesu primijenio je kromatografske metode: nanio je kap smjese na rub filter papira, propustio bi otapalo kroz filter papir u jednom smjeru, a električnu struju u drugom. Ovisno o topljivosti pojedinih peptidnih fragmenata i njihovim električnim osobinama, oni bi se grupirali u točno određene mrlje na filter papiru. Sanger je ove mrlje nazivao „otisci prstiju“ (fingerprints). Poput ljudskih otisaka prstiju, ove su mrlje bile posebne za svaku pojedinu bjelančevinu, i svaki bi se put formirale u istom obliku. Zatim je kraće fragmente presložio i dedukcijom došao do izvornog niza aminokiselina molekule inzulina.
Godine 1975., razvio je metodu za sekvenciranje molekule DNK koja danas nosi ime Sangerova metoda (engl. Dideoxy termination). Dvije godine kasnije uspješno je odredio nukleotidni niz koji čini genom bakteriofaga Φ-X174. To je bio prvi organizam čija je sekvencija DNK dešifrirana. Cjelokupno sekvenciranje proveo je ručno. Otkriće Sangerove metode bilo ključan korak ka projektu dešifriranja ljudskog genoma.

## Nagrade i priznanja
1958. Sanger dobiva prvu Nobelovu nagradu za kemiju za svoj rad na inzulinu, a drugu dobiva 1980. za metodu sekvenciranja DNK. Postaje također član "Order of Merit" Ujedinjenog Kraljevstva 1986., član "Order of the British Empire" 1963. i član "Order of the Companions of Honour" 1981. 1969. dobio je i "Royal medal", 1977. Copleyevu medalju, medalje koju dodjeljuje Kraljevsko društvo, kao i niz drugih nagrada.
1992. organizacija Wellcome Trust osniva istraživački centar za genetiku i genomiku kojoj daje ime "Sanger Institute", njemu u čast.

## Vanjske poveznice
- Sangerov institut
- Nobelova nagrada 1958. Frederick Sanger
- Nobelova nagrada 1980. Frederick Sanger
- Intervju s Frederickom Sangerom